# 7-deidrocolesterolo
Il 7-deidrocolesterolo è uno sterolo che funge, nel plasma, come precursore del colesterolo, per poi essere convertito in colecalciferolo nella pelle, fungendo da provitamina D3. Il composto, oltre a essere sintetizzato a livello della pelle, si trova anche nel latte di numerose specie di mammiferi. Il 7-deidrocolesterolo è stato scoperto dal premio Nobel Adolf Windaus.